# Anápolis Futebol Clube
El Anápolis Futebol Clube es un club de fútbol profesional de la ciudad de Anápolis, estado de Goiás en Brasil. Fundado el 1 de mayo de 1946, juega actualmente en el Campeonato Goiano y en el Campeonato Brasileño de Serie D, dónde en la temporada 2024 salió subcampeón, perdiendo con Retrô de Pernambuco y ascendiendo a la Serie C para la temporada 2025.

## Entrenadores
- Ramon Menezes (?–marzo de 2016)[2]
- Waldemar Lemos (marzo de 2016-junio de 2016)[2][3]
- Ricardo Drubscky (junio de 2016–2016)[3]
- Charles Fabian (octubre de 2016–febrero de 2017)[4][5]
- Caio Autuori (febrero de 2017)[6]
- Waldemar Lemos (febrero de 2017–?)[6]
- Nivaldo Lancuna (?–febrero de 2018)[1]
- Waldemar Lemos (febrero de 2018–presente)[1]